# フィドール銀行
フィドール銀行（ドイツ語: Fidor Bank）は、ドイツのフィンテック銀行。「最古のフィンテック銀行」とされている。
フィドール銀行はドイツとUKの両方を合わせても行員は55人程度であり、日本国内の銀行の行員数が平均でも数千人となっていることと比較すると、徹底した効率化を実現している。

## 沿革
2007年に創業。
当初、ドイツの中央銀行であるドイツ連邦銀行は市場の銀行数が多かったことから、設立認可をなかなか出さなかったが、イノベーティブで競争力あるフィンテック銀行であることが認められると、一転して認可されることになった。
2008年9月のリーマン・ショックに端を発する世界規模の金融危機はドイツも例外なく襲い、2009年から2010年にかけて、既存の多くの銀行が顧客からの信用を失うことになった。その一方で、フィドール銀行は「真に顧客にフォーカスした銀行」の求めに応じて、顧客を獲得していった。
2013年には顧客数は40万人となり、黒字化に成功している。
フィドール銀行は次第に収益力を高めて、事業基盤を強固していった。フィドール銀行の持つフィンテック技術を活用したいという企業も増えてきたため、テクノロジー部門を銀行から切り離し、別会社とした。
2015年には、イギリスでフィドール銀行UKを開業する。2015年、「Celent Model Bank of the Year」を受賞する。
2016年には、オンライン・ツー・オフライン(O2O)に対応したバンキングサービスを開始した。また、2016年にフランスのBPCEに買収され、2017年時点では、BPCEの持株会社Fidor Holding傘下となっている。

## 特徴的なサービス
Smart Current Account
口座開設者のFacebookのアカウントとSmart Current Accountを紐付けて、フィドール銀行のFacebookページに投稿されたコンテンツに「いいね」を押すと、合計数に応じて口座残高の金利が上昇する。具体的には、金利は0.3%から始まり、「いいね」が2000を超えるごとに0.05%上昇し、最大0.5%まで金利が上がる。
Fidor OS
フィドール銀行が独自に構築したデジタルプラットフォーム。第三者が利用するためのAPIも公開されている。
Fidor OSを利用したサービスには、ドイツの通信会社テレフォニカドイツのサービス「O2バンキング」などがある。